# Никонова, Галина Николаевна
Гали́на Никола́евна Ни́конова (род. 26 мая 1952, Иозефовка, Смоленская область) — российский экономист, специалист в области управления агропромышленным комплексом, член-корреспондент РАСХН (2007), член-корреспондент РАН (2014).

## Биография
Окончила Ленинградский СХИ (1975). В 1975—1978 годах — экономист совхоза «Красная Балтика» Ленинградской области.
В 1982—1997 годах — младший научный сотрудник, старший научный сотрудник, заведующая лабораторией, ученый секретарь Научно-исследовательского института экономики и организации сельскохозяйственного производства Нечернозёмной зоны РСФСР.
В 1997—2000 годах — докторант Санкт-Петербургского государственного университета экономики и финансов.
С 2000 года — заведующая отделом прогнозирования трансформации экономических структур и земельных отношений Северо-Западного НИИ экономики и организации сельского хозяйства.
Доктор экономических наук (2000), профессор (2003), член-корреспондент РАСХН (2007), член-корреспондент РАН (2014).

## Основные работы
- Трансформация агарного сектора экономики (вопросы теории и практики). — Екатеринбург: Изд-во Урал. гос. с.-х. акад., 2000. — 238 с.
- Эволюция и реформирование земельных отношений в России / С.-Петерб. гос. ун-т экономики и финансов. — СПб., 2000. — 100 с.
- Управление государственной собственностью: учеб. пособие для гос. служащих / соавт.: В. Н. Щербаков и др. — М.: Дашков дом, 2003. — 289 с.
- Управление процессами в экономических системах различного типа / соавт.: А. И. Костяев и др.; Сев.-Зап. НИИ экономики и орг. сел. хоз-ва. — СПб., 2004. — 248 с.